# Билибинска АЕЦ
Билибинската АЕЦ (на руски: Билибинская АЭС) е атомна електроцентрала в Русия. Разположена е в близост до град Билибино в Чукотския автономен окръг. Разполага с четири идентични реактора тип ЕГП-6. Това е най-малката АЕЦ в света, както и единствената, разположена в зоната на вечна замръзналост. Към 2024 г. тече процедура по извеждане на електроцентралата извън експлоатация, като крайната цел е тя да бъде заменена от плаващата АЕЦ „Академик Ломоносов“.